# Camponotus vafer
Camponotus vafer é uma espécie de inseto do gênero Camponotus, pertencente à família Formicidae.